# Copa lacustris
Copa lacustris is een spinnensoort uit de familie van de loopspinnen (Corinnidae). De soort komt voor in Zimbabwe.
De wetenschappelijke naam van de soort werd in 1916 gepubliceerd door Embrik Strand.